# Брзи Гонзалес
Брзи Гонзалес (енгл. Speedy Gonzales) је миш, лик из цртаних филмова Ворнер Бросовог анимационог студија. Гонзалесове главне особине су способност да трчи веома брзо, и стереотипирани мексички нагласак. Он обично носи превелики жути сомбреро и бело одело.
Његов деби је био у цртаћу "Cat-Tails for Two" (1953), којег је режирао Роберт Макимсон. Овај рани Гонзалес је био злочестији и пацовскији, и проћи ће две године пре него што ће Фриц Фрилинг и аниматор Холи Прет редизајнирати овог лика у његов данашњи облик за Фрилингов цртани из 1955, „Брзи Гонзалес“. У овом цртаћу мачак Силвестер малтретира групу мишева. Мишеви зову упомоћ способног и врло енергичног Гонзалеса да их спасе, и сред узвика "Ándale! Ándale! Arriba! Arriba!" (глас Мела Бланка) Силвестер убрзо добија оно што је заслужио. Овај цртани је освојио Оскара за Анимирани краткометражни филм.
Фрилинг и Макимсон су убрзо одредили Силвестера као његовог главног ривала у читавом низу цртаћа, налик спаривању Косте Којота и Птице Тркачице у Чак Џонсовим цртаћима. Овај миш стално оптрчава и надмудрује Силвестера, излажући га читавом низу различитих врста болова и понижења почев од мишоловки па све до случајног прождирања огромних количина веома љутог Табаско соса. Неки цртаћи га спарују са његовим рођаком, Спорим Родригезом, „најспоријим мишем у целом Мексику." Родригез упада у свакакве невоље из којих га може извући само Брзи Гонзалес. Током шездесетих, Гонзалесов главни супарник је постао Патак Дача, потез моји многи љубитељи сматрају необичним (Силвестерова прикладност, јер је он мачка, никад није довођена у питање) и због тога што је ту Дача, већ довољно морално неодређен, осликан као отворено зао. У једном цртаном, на пример, Дача је власник продавнице радио-апарата, и док мишеви, предвођени Гонзалесом, упорно покушавају да слушају музику за плес, Дача на све начине, из чисте пакости, покушава да им то онемогући.
Цртаћи са Брзим Гонзалесом су били на нишану скоријих година због (недоказаних) стереотипских представи о Мексиканцима и мексичком животу. Мишеви у цртаћима су обично приказани као лењи, женскароши и склони чашици, док Брзи Гонзалес носи огромни сомбреро и понекад свира са маријачима (иако је имплицирано да је Гонзалесова једина слабост лепе девојке). Ова критика је натерала Cartoon Network да не емитује велике количине цртаћа са Гонзалесом када су добили ексклузивна права за приказивање истих 1999. Али, протести фанова да врате Гонзалеса, као и лобирање Лиге Уједињених Латинскоамеричких Грађана, који су изјавили да је Гонзалесова памет и личност заправо учвршћују позитивну слику о Мексиканцима, су успели да спасу Гонзалеса, и 2002, „најбржи миш у целом Мексику“ је поново почео са емитовањем.
2003, имао је камео у филму Looney Tunes: Back in Action, исмевајући свој политичко некоректни статус.